# Novokoejbysjevsk
Novokoejbysjevsk (Russisch: Новокуйбышевск) is een stad in Europees Rusland. De stad ligt in de oblast Samara en heeft ruim 100.000 inwoners.

## Geografie
Novokoejbysjevsk ligt in Centraal-Rusland, nabij de linkeroever van de Wolga en ongeveer 20 km zuidwest van de oblasthoofdstad Samara. Nabijgelegen steden zijn Samara en het 18 km naar het zuidwesten gelegen Tsjapajevsk.

## Geschiedenis
Novokoejbysjevsk werd als industrie- en woonstad voor het naburige Samara opgericht. Het begin van de stad ligt in het jaar 1946, toen met de bouw van een aardolieraffinaderij werd begonnen. Oorspronkelijk gepland als kleine arbeidersnederzetting, groeide het door zijn gunstige verkeersligging steeds verder aan. In 1952 verkreeg het stadsrechten, in 1992 werd het chemische en nucleaire industriecomplex Majak ermee samengevoegd.

### Bevolkingsontwikkeling
| jaar | aantal inwoners |
| ---- | --------------- |
| 1959 | 62.755          |
| 1970 | 103.707         |
| 1979 | 109.029         |
| 1989 | 112.987         |
| 2002 | 112.973         |
| 2010 | 108.438         |
| 2017 | 102.933         |

## Economie en verkeer

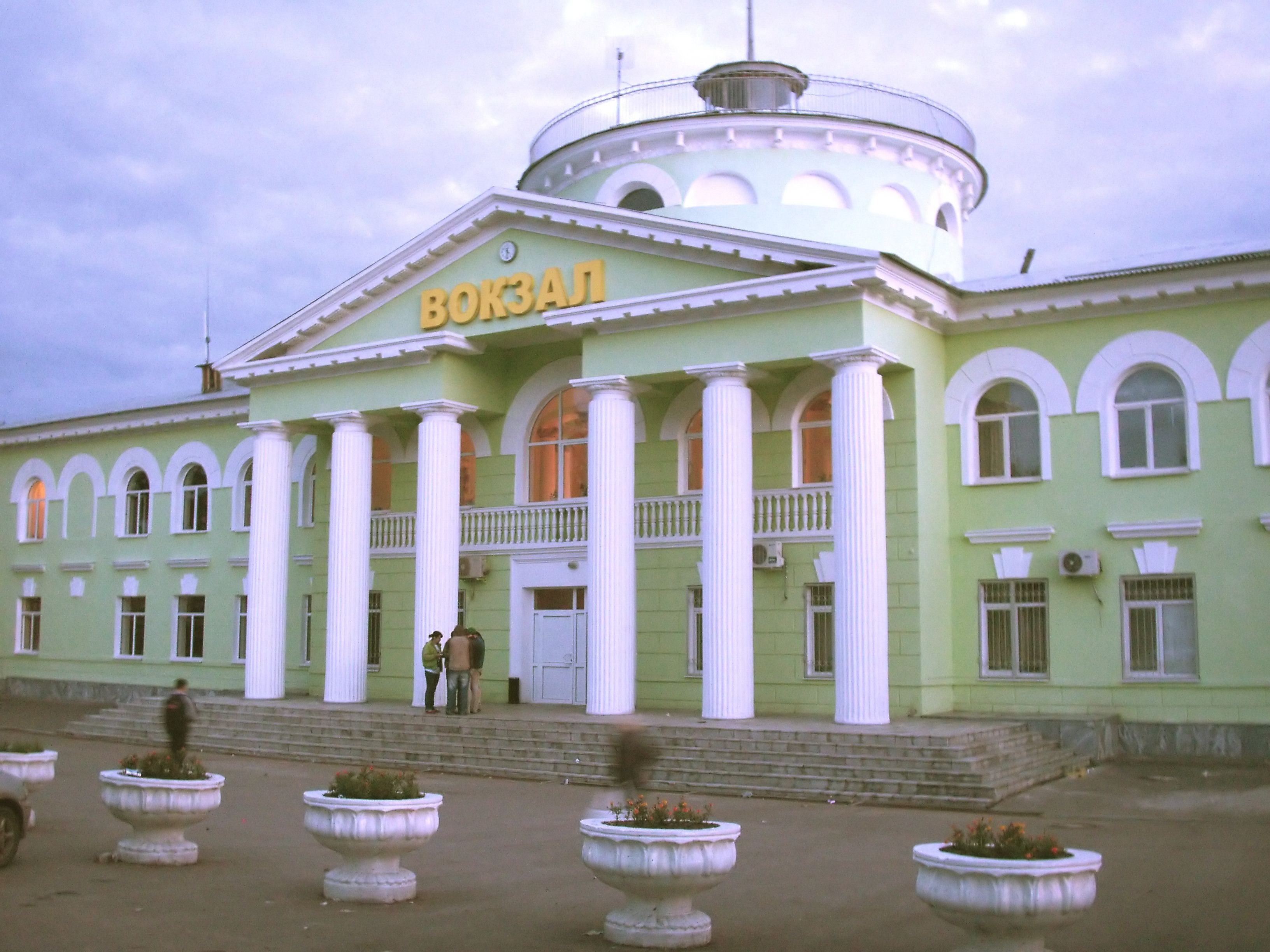
Station van Novokoejbysjevk

Novokoejbysjevsk is een industriestad waar aardolieverwerking en chemische industrie de belangrijkste rol spelen. Voorts is er een fabriek die pijpleidingen maakt, twee energiecentrales en diverse bedrijven op het gebied van de lichte- en voedingsindustrie. De grote hoeveelheid industrie op een vrij klein oppervlak betekent dat hier, ook naar Russische maatstaven, het niveau van luchtvervuiling hoog is.
De belangrijkste verkeersverbindingen lopen via Samara, waar een aansluiting is op de M-5, een binnenhaven en een internationaal vliegveld. Novokoejbysjevsk heeft een eigen spoorwegstation met verbindingen naar Samara, Tsjapajevsk en Sysran.

## Geboren
- Inga Abitova (* 1982), lange-afstandsloper
- Aleksander Abrossimo (* 1983), volleyballer
- Natalja Achrimenko (* 1955), kogelstoter
- Oleg Saitov (* 1974), bokser